# Шанце
Шанці (чеськ. Vodní nádrž Šance) — водосховище і дамба у Моравсько-Сілезьких Бескидах, Моравсько-Сілезький край, Чехія. Водосховище розташоване у верхній течії річки Остравиці, площа — 3,37 км². Дамба побудована у 1964-1969 роках, початок використання — 1974. Під час створення водосховища було затоплено частину села Staré Hamry. Назва походиться від назви пагорба, що нависає над водоймою.
Водосховище служить для постачання питної води до найближчих містечок і сіл та для регуляції повеней на річці Остравиці.